# Gabriele Peus-Bispinck
Gabriele Peus-Bispinck (* 25. Juli 1940 in Münster als Gabriele Peus) ist eine ehemalige deutsche Politikerin (CDU). Sie war von 1984 bis 1989 Abgeordnete im Europäischen Parlament.

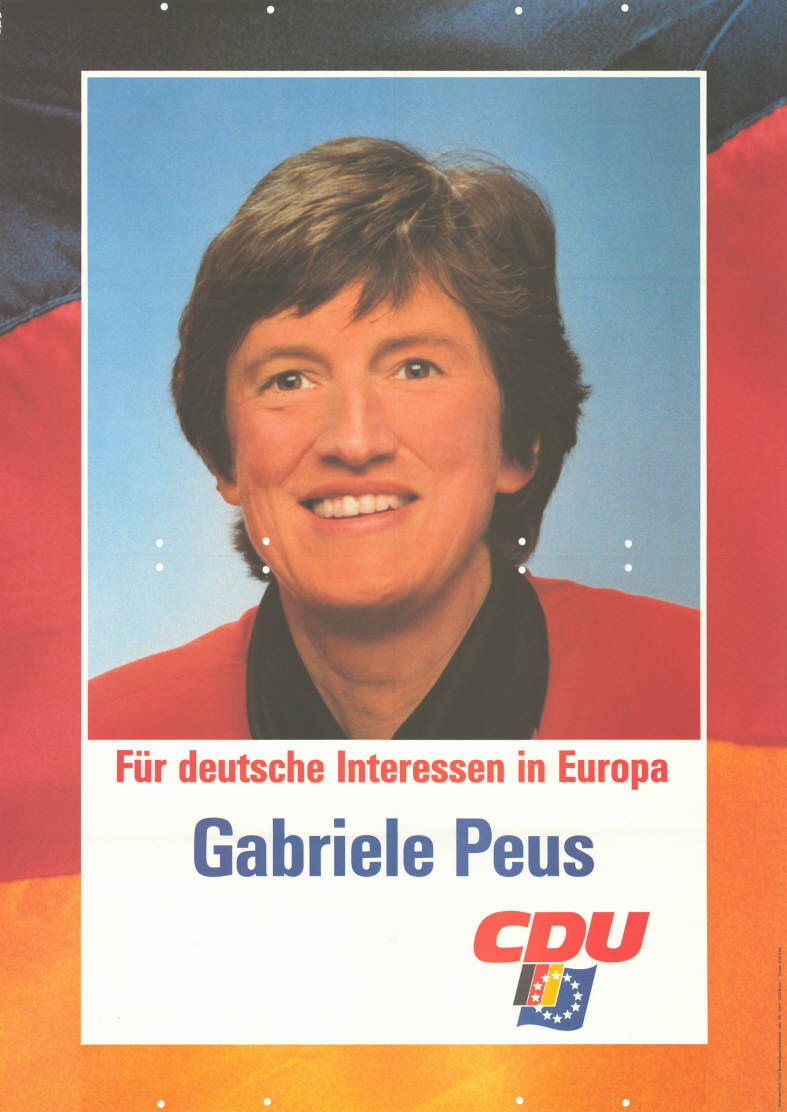
Wahlplakat von Gabriele Peus zur Europawahl 1989

## Leben und Beruf
Peus wurde als Tochter des späteren Münsteraner Oberbürgermeisters Busso Peus und seiner Frau Annemarie Peus, Trägerin des Bundesverdienstkreuzes und der Paulus-Plakette der Stadt Münster, geboren. Der Jurist und kurzzeitige Oberbürgermeister von Münster Fritz-Carl Peus war ihr Großvater.
Sie studierte Anglistik, Romanistik und Sozialwissenschaften auf Lehramt an den Universitäten Paris, London, München und Freiburg im Breisgau. 1968 absolvierte sie das zweite Staatsexamen und schloss ihr Studium 1973 mit der Promotion ab. Ab 1969 arbeitete sie als Gymnasiallehrerin für Englisch, Französisch und Sozialkunde, unterrichtete für ein Jahr an einer Schule in Orléans, arbeitete mit Jugendlichen im Bundesstaat Washington sowie als Entwicklungshelferin in Malawi und Mexiko.
Von 1978 bis 1984 war sie Vorsitzende des Landesfrauenrats Nordrhein-Westfalen, ab 1978 UNICEF-Botschafterin sowie ab 1984 tätig für Nichtregierungsorganisationen beim Europarat.
Von 1985 bis 1997 fungierte Peus als Präsidentin der Europäischen Vereinigung christlicher Lehrer, seitdem ist sie Ehrenpräsidentin.
Peus ist verwitwet, hat zwei Stiefsöhne, drei Enkelkinder und lebt in Münster. Sie ist Diözesanvorsitzende des Katholischen Deutschen Frauenbundes (KDFB) im Bistum Münster.

## Politik
Peus trat 1970 der CDU bei. Von 1987 bis 2001 gehörte sie dem Landesvorstand der Frauen-Union an und leitete die Europaarbeitskreise der CDU Münster sowie der Frauen Union NRW.
Sie ist Vorsitzende des Kreisverbandes Münster der Senioren-Union, stellvertretende Vorsitzende des Bezirksverbandes Münsterland, seit 2008 Beisitzerin im Bundesvorstand und seit 2013 Vizepräsidentin der Europäischen Senioren-Union.
Bei der Europawahl 1984 wurde sie über die Landesliste Nordrhein-Westfalen in das Europäische Parlament gewählt und gehörte dort der Fraktion der Europäischen Volkspartei an. Sie wurde 1987 stellvertretende Vorsitzende des Petitionsausschusses und war Mitglied im Ausschuss für Jugend, Kultur, Bildung, Information und Sport (bis 1987) sowie im Ausschuss für Energie, Forschung und Technologie (ab 1987). Bei der Europawahl 1989 verpasste sie den Wiedereinzug ins Parlament.